# Tamajón
Tamajón – gmina w Hiszpanii, w prowincji Guadalajara, w Kastylii-La Mancha, o powierzchni 116,28 km². W 2011 roku gmina liczyła 175 mieszkańców.